# Parasteatoda angulithorax
Parasteatoda angulithorax là một loài nhện trong họ Theridiidae.
Loài này thuộc chi Parasteatoda. Parasteatoda angulithorax được Friedrich Wilhelm Bösenberg & Embrik Strand miêu tả năm 1906.